# 9167 Kharkiv
9167 Kharkiv è un asteroide della fascia principale. Scoperto nel 1987, presenta un'orbita caratterizzata da un semiasse maggiore pari a 3,1414488 UA e da un'eccentricità di 0,1689568, inclinata di 6,95294° rispetto all'eclittica.